# Retronectidae
Famille
Les Retronectidae sont une famille de vers plats libres, appartenant au sous-embranchement des Catenulida.

## Liste desgenres
Selon ITIS (31 octobre 2024) :
- Myoretronectes Noreña-Janssen & Faubel, 1996
- Paracatenula Sterrer & Rieger, 1974
- Retronectes Sterrer & Rieger, 1974